# Naito Naruyuki
Naruyuki Naito (sinh ngày 9 tháng 11 năm 1967) là một cầu thủ bóng đá người Nhật Bản.

## Sự nghiệp câu lạc bộ
Naruyuki Naito đã từng chơi cho Honda, Kashima Antlers, FC Tokyo, Avispa Fukuoka và Volca Kagoshima.

## Thống kê câu lạc bộ

### J.League
| Đội             | Năm       | J.League | J.League | J.League Cup | J.League Cup | Tổng cộng | Tổng cộng |
| Đội             | Năm       | Trận     | Bàn      | Trận         | Bàn          | Trận      | Bàn       |
| --------------- | --------- | -------- | -------- | ------------ | ------------ | --------- | --------- |
| Kashima Antlers | 1992      | -        | -        | 6            | 0            | 6         | 0         |
| Kashima Antlers | 1993      | 4        | 0        | 0            | 0            | 4         | 0         |
| Kashima Antlers | 1994      | 15       | 1        | 0            | 0            | 15        | 1         |
| Kashima Antlers | 1995      | 32       | 0        | -            | -            | 32        | 0         |
| Kashima Antlers | 1996      | 30       | 1        | 9            | 0            | 39        | 1         |
| Kashima Antlers | 1997      | 20       | 0        | 11           | 0            | 31        | 0         |
| Kashima Antlers | 1998      | 28       | 1        | 5            | 1            | 33        | 2         |
| Kashima Antlers | 1999      | 19       | 0        | 3            | 0            | 22        | 0         |
| FC Tokyo        | 2000      | 27       | 1        | 2            | 0            | 29        | 1         |
| FC Tokyo        | 2001      | 11       | 0        | 2            | 0            | 13        | 0         |
| Avispa Fukuoka  | 2001      | 10       | 0        | 0            | 0            | 10        | 0         |
| Avispa Fukuoka  | 2002      | 27       | 1        | -            | -            | 27        | 1         |
| Tổng cộng       | Tổng cộng | 223      | 5        | 38           | 1            | 261       | 6         |